# Guhya, Virajpet
Guhya là một làng thuộc tehsil Virajpet, huyện Kodagu, bang Karnataka, Ấn Độ.